# Новосады (Барановичский район)
Новоса́ды (бел. Навасады) — деревня в Барановичском районе Брестской области Белоруссии. Входит в состав Малаховецкого сельсовета. Население — 36 человек (2019).

## География
Деревня находится в 25,5 км по автодорогам к юго-юго-западу от центра Барановичей и в 13,5 км по автодорогам к юго-западу от центра сельсовета, агрогородка Мирный. К востоку от деревни протекает река Новосадка. Есть кладбище и ферма КРС. Действует автобусный маршрут № 224 «Барановичи — Новосады».

## История
Обозначена на карте Шуберта первой половины XIX века как относительно крупный населённый пункт.
В 1909 году — деревня (62 двора, 401 житель) и имение (4 двора, 47 жителей) Островской волости Новогрудского уезда Минской губернии.
С 1921 года в гмине Остров Барановичского повета Новогрудского воеводства межвоенной Польши. По переписи 1921 года в деревне числилось 68 жилых зданий, в которых проживало 233 человека (107 мужчин, 126 женщин), из них 229 белорусов и 4 поляка (по вероисповеданию — все православные). В находящемся рядом фольварке имелось 5 жилых зданий, в которых проживало 26 человек (10 мужчин, 16 женщин), из них 19 белорусов и 7 поляков (по вероисповеданию — 16 римских католиков и 10 православных).
С 1939 года в составе БССР. С 15 января 1940 года в Новомышском районе Барановичской, с 8 января 1954 года Брестской области, 8 апреля 1957 года район переименован в Барановичский.
С конца июня 1941 года до июля 1944 года деревня была оккупирована немецко-фашистскими захватчиками.
До 26 июня 2013 года входила в состав Утёсского сельсовета. Также до недавнего времени действовал магазин.

## Население
На 1 января 2023 года в деревне проживало 36 человек в 22 хозяйствах, из них 5 младше трудоспособного возраста, 18 в трудоспособном возрасте и 13 старше трудоспособного возраста.
| Численность населения (по переписи) | Численность населения (по переписи) | Численность населения (по переписи) | Численность населения (по переписи) | Численность населения (по переписи) | Численность населения (по переписи) | Численность населения (по переписи) |
| 1909                                | 1921                                | 1959                                | 1970                                | 1999                                | 2009                                | 2019                                |
| ----------------------------------- | ----------------------------------- | ----------------------------------- | ----------------------------------- | ----------------------------------- | ----------------------------------- | ----------------------------------- |
| 448                                 | ↘259                                | ↘218                                | ↗252                                | ↘84                                 | ↘44                                 | ↘36                                 |